# Tesiny
Tesiny (prononciation : [tɛˈɕinɨ]) est une localité polonaise de la gmina de Śrem dans le powiat de Śrem de la voïvodie de Grande-Pologne dans le centre-ouest de la Pologne.
Elle se situe à environ 8 kilomètres à l'ouest de Śrem (siège de la gmina et du powiat) et à 22 kilomètres au sud de Poznań (capitale régionale).

## Histoire
De 1975 à 1998, la localité faisait partie du territoire de la voïvodie de Poznań.

Depuis 1999, Tesiny est situé dans la voïvodie de Grande-Pologne.
La localité possède une population de 7 habitants en 2007.